# Olympus OM-20

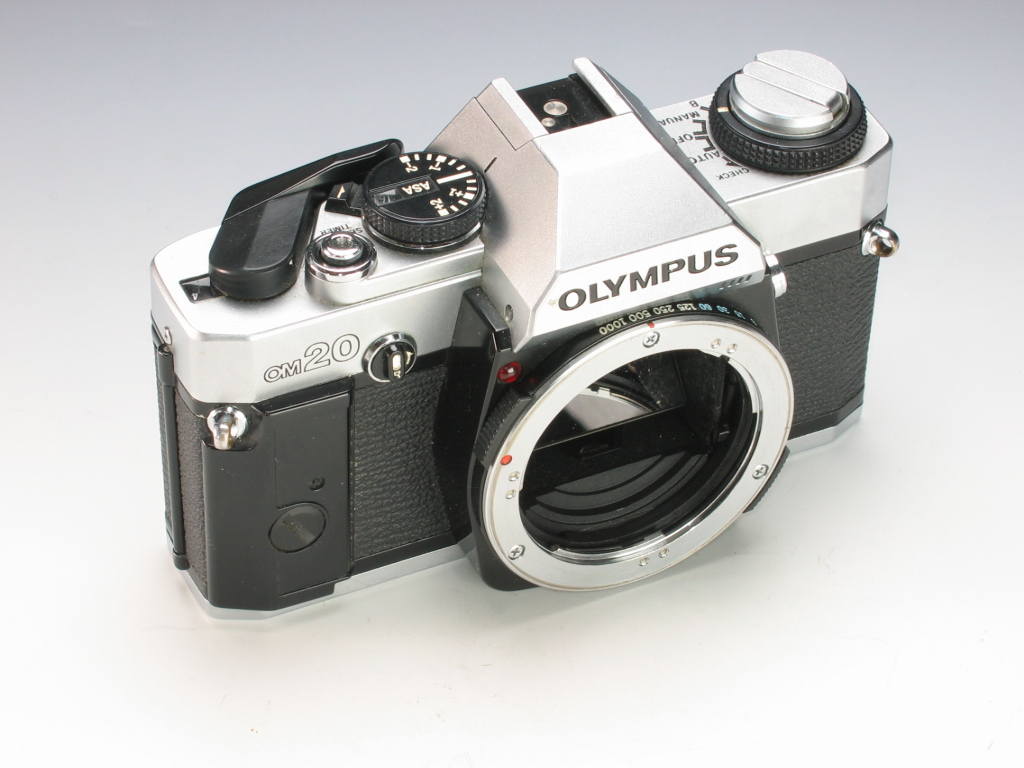
Olympus OM-20

Die Olympus OM-20 ist eine Kleinbild-Spiegelreflexkamera (35-mm-Film), mit manueller Fokussierung am Objektiv. Sie stellt eine Weiterentwicklung der Olympus OM-10 dar; wodurch ihre Parameter größtenteils mit den der OM-10 übereinstimmen. In den USA wurde die OM-20 als OM-G verkauft.

## Technische Daten
- Produktion OM-20: 1983 bis 1987 von Olympus Optical Co., Japan
- Abmessungen: 134 × 85 × 50 mm
- Gewicht: (Gehäuse allein) 430 Gramm
- Sucher: Pentaprisma-Sucher mit 93 % Sichtfläche; fest eingebaute Einstellscheibe mit Schnittbildindikator und Mikroprismenring
- Belichtungszeiten: 1 - 1/1000 Sek. und B.
- Verschlussart: Tuch-Schlitzverschluss mit Zeitensteuerung von ca. 1 bis 1/1000 Sek, horizontal ablaufend.
- Belichtungsmessung: mittenbetont integral mittels der olympustypischen autodynamischen Messsteuerung (ADM). Die Messung erfolgt TTL
- Belichtungskorrektur ±2 Blendenstufen in 1/3-Stufen.
- Blitz: fest eingebauter Blitzschuh über dem Prisma; Synchronzeit 1/60 s
- Selbstauslöser: elektronisch, 12 Sekunden Vorlauf, mit akustischem Signal.
- Filmtransport: manuell bzw. mit angeschlossenem Winder oder Motorantrieb, Filmrückspulung manuell
- Kamerarückwand fest eingebaut
- Stromversorgung: 2 Silberoxid-Knopfzellen (SR44)

## Unterschiede zwischen der OM-10 und OM-20
Die OM-20 wurde – im Gegensatz zur OM-10 – wieder mit einem Zeitenring um das Bajonett ausgestattet, wodurch der manuelle Belichtungsabgleich ohne Zusatzgerät möglich war. Im Sucher wurden die gemessenen Zeiten illuminiert dargestellt (also leuchtete beispielsweise die Zahl „125“ für 1/125 s auf), während bei der OM-10 die jeweilige Zeit mit einem Aufleuchten einer LED neben der Zeitenskala angezeigt wurde. Die Haptik wurde mittels eines anschraubbaren Griffstückes an der linken Kameravorderseite verbessert. Verglichen mit der OM-10 sah die OM-20 etwas moderner aus. Die OM 20 hatte eine "Lumi-Micron"-Mattscheibe und alternativ zum Winder konnte auch der Motordrive 1 angesetzt werden.